# Tibor Fábián
Tibor Fábián est un footballeur hongrois né le 26 juillet 1946 à Budapest et mort le 6 juin 2006 dans la même ville. Il évoluait au poste de défenseur.

## Biographie

### En équipe nationale
International hongrois, il reçoit 16 sélections en équipe de Hongrie entre 1971 et 1974.
Il joue son premier match en équipe nationale le 19 mai 1971 contre la Bulgarie et son dernier match le 29 mai 1974 contre la Yougoslavie.
Il fait partie du groupe hongrois lors de l'Euro 1972. 

## Carrière
- 1965-1967 :  Ferencváros TC
- 1968-1970 :  Spartacus Budapest
- 1970-1977 :  Vasas SC

## Palmarès
Avec Ferencváros :
- Champion de Hongrie en 1967

Avec Vasas :
- Champion de Hongrie en 1977
- Vainqueur de la Coupe de Hongrie 1973